# Mike Garrigan
Mike Garrigan, né le 24 octobre 1981, est un coureur cycliste canadien, spécialiste du cyclo-cross, discipline dans laquelle il possède deux titres de champion du Canada à son palmarès.

## Palmarès
- 2007-2008
  -  Champion du Canada de cyclo-cross
- 2008-2009
  - 2e du championnat du Canada de cyclo-cross
- 2014-2015
  -  Champion du Canada de cyclo-cross